# ویلیام فاوست
ویلیام فاوست (انگلیسی: William Fawcett؛ ۱۷۲۷ – ۱۸۰۴) فرد نظامی اهل پادشاهی متحد بریتانیای کبیر و ایرلند بود. وی همچنین برندهٔ جوایزی همچون نشان حمام شده‌است.